# TWiki
TWiki (ТВики) — вики-движок для корпоративного использования, написанный на Perl. Основное отличие от большинства других движков — возможность структурировать информацию по разделам («Webs», «вебы»), и устанавливать для каждого раздела правила доступа. TWiki относится к вики второго поколения, которые характеризуются возможностью структуризации информации и программного доступа к базе вики (например, выборки).